# Фредриксон, Педер
Карл Пе́дер Фре́дриксон (швед. Carl Peder Fredricson; род. 30 января 1972, Сёдертелье, Стокгольм) — шведский спортсмен-конник, олимпийский чемпион и трёхкратный серебряный призёр Игр. Специализируется на конкуре.

## Карьера
Участник пятиОлимпиад: 1992, 2004, 2016, 2020 и 2024 годов.
В 1992 году в 20 лет впервые принял участие в соревнованиях по личному и командному троеборью на лошади Hilly Trip, заняв 14-е и 11-е места.
В 2004 году, спустя 12 лет, вновь участвовал в Олимпиаде в личных и командных соревнованиях по конкуру на лошади Magic Bengtsson, завоевав вместе с Петером Эрикссоном, Малин Барьярд-Йонссон и Рольфом-Ёраном Бенгтссоном серебряные медали, а в личном первенстве став четвёртым.
В 2016 году впервые выиграл медаль в личном конкуре, став вторым, выступая на лошади All In. В командном турнире сборная Швеции стала седьмой.
На Олимпийских играх 2020 на All In стал серебряным призёром в личном конкуре и чемпионом в командном вместе с Хенриком фон Эккерманом и Малин Барьярд-Йонссон. Таким образом, сборная Швеции впервые за 97 лет, с 1924 года, стала олимпийским чемпионом в командном конкуре.

## Личная жизнь
Женат на шведской конкуристке, участнице Олимпийских игр 2000 и 2012 годов Лисен Братт. Младший брат конкуриста, участника Олимпийских игр 2012 Йенса Фредриксона.

## Награды
- Королевская медаль Его Величества за заслуги перед шведским спортом (2019)[2]